# Albis Distribution
Die Albis Distribution GmbH & Co. KG (bis 2020 Albis Plastic GmbH) (Eigenschreibweise: ALBIS DISTRIBUTION) ist ein weltweit operierendes Unternehmen in der Distribution von Standardkunststoffen, technischen Thermoplasten und thermoplastischen Elastomeren mit Sitz in Hamburg.
Albis ist ein Unternehmen der Otto Krahn Group.

## Unternehmensgeschichte
Die Brüder Wolfgang und Reinhard Krahn gründeten 1961 die Albis Plastic GmbH in Hamburg als Tochterunternehmen des Handelshauses Otto Krahn. Das Unternehmen ist in der Distribution von Kunststoffen tätig, ab 1972 auch in der Compoundierung.
Ab 1966 werden internationale Tochterunternehmen gegründet. Zunächst in Frankreich und Großbritannien, 1967 in der Schweiz und 1968 in Texas/USA. 1971 wird die Niederlassung in Hongkong eröffnet, 1974 eine Niederlassung in Kanada. In den 1980er Jahren kommen Niederlassungen in den Niederlanden, Spanien und Skandinavien hinzu.
Ab 1995 werden für den osteuropäischen Markt Niederlassungen in der Tschechischen Republik, in Polen, Ungarn und Rumänien gegründet.
Nach 2000 wird die Geschäftstätigkeit durch die Eröffnung von Niederlassungen in der Türkei, Russland und China weiter in Richtung Osteuropa und Asien internationalisiert. Für die wichtigsten der im Unternehmen entwickelten und compoundierten Produkte werden Eigenmarken eingeführt, unter anderen Alcom, Altech, Alfater und Shelfplus, um diese stärker im Markt zu etablieren.
Im Jahr 2020 wurde die Albis Plastic in zwei Bereiche aufgeteilt: Albis Distribution für den Vertrieb von über 30.000 Kunststoffprodukten an weltweit 13.000 Kunden in Branchen wie Automotive, Healthcare, Verpackung und Elektrotechnik und Mocom Compounds GmbH & Co. KG für das Compounding und die Produktentwicklung.

## Konzernstruktur
Albis  gehört zur im Familienbesitz befindlichen und familiengeführten Holding Otto Krahn Group. Der Distributeur unterhält 24 Niederlassungen und Vertriebsbüros in ganz Europa sowie China, Vietnam, Russland, Türkei, Marokko und Tunesien.
Neben Albis Distribution gehören zur Otto Krahn Group die Unternehmen Mocom, Krahn Ceramics, Krahn Chemie und Wipag.